# Fluch des verborgenen Schatzes
Fluch des verborgenen Schatzes (Originaltitel: I cacciatori del cobra d’oro) ist ein italienischer Abenteuerfilm mit Fantasy-Elementen, der von Action-Spezialist Antonio Margheriti 1982 inszeniert wurde. Der nicht nur im Titel an Steven Spielbergs Jäger des verlorenen Schatzes gemahnende Film erhielt zurückhaltende bis mäßige Kritiken.

## Inhalt
Bob und Dave haben es als amerikanische Soldaten des Zweiten Weltkrieges mit einem falschen japanischen General, einer Sabotageaktion und einer Statue einer goldenen Kobra zu tun. Angeblich hat diese Statue magische Kräfte, die sich auf den Besitzer übertragen. Nach einigen Jahren – beide sind nun Geheimagenten der amerikanischen Regierung – machen sich beide auf die Suche. Ihnen gesellen sich die hübsche June und ihr Onkel zu, die das Verbleiben der verschollenen Schwester April von June interessiert. Ihre Reise durch den Urwald wird von zahlreichen Gefahren und Fallen gesäumt, die sie mit Glück und Geschick überstehen. Als sie einen Eingeborenenstamm erreichen, finden sie dort nicht nur die Statue der Kobra vor, sondern auch June, die die Herrscherin des Stammes ist. June und ihr Onkel, die nun erkennbar aus Habgier handeln, sterben bei einem Vulkanausbruch; der überlebende Bob kehrt mit der Statue und April in die Zivilisation zurück.

## Kritik
- Segnalazione cinematografiche urteilt: „Der Film, der eine pausenlose Aneinanderreihung von Actionszenen ist, bereitet Abenteuer aus, die wir aus vorherigen Werken des Regisseurs oder von amerikanischen Vorbildern kennen oder aus Bruce Lee-Streifen. Mittelmäßiges, durchschnittliches Abenteuergarn.“[1]

## Sonstiges
- Die deutsche Kinoversion war gekürzt; ebenso die Videoversion. Erst die Blu-ray Version zeigt die ungekürzte Fassung mit einer Lauflänge von 94 Minuten.[2]